# جوي هوكينز
جوي هوكينز (بالإنجليزية: Joey Hawkins)‏ هو لاعب كرة قدم أمريكية أمريكي، ولد في 16 ديسمبر 1981 في غلمر في الولايات المتحدة.